# Гомиляни
Гомиляни (на сръбски: Гомиљани) е село в Босна и Херцеговина, разположено в община Требине, в ентитета на Република Сръбска. Населението му според преброяването през 2013 г. е 102 души, от тях: 96 (94,12 %) сърби, 5 (4,90 %) бошняци и 1 (0,98 %) хърватин.

## Население
Численост на населението според преброяванията през годините:
- 1961 – 191 души
- 1971 – 158 души
- 1981 – 120 души
- 1991 – 84 души
- 2013 – 102 души